# Libera (Chor)
Libera ist ein Knabenchor aus Norbury im Süden Londons.
Die Mitglieder von Libera kommen überwiegend aus dem Chor St. Philip’s Boys Choir der Pfarrei der anglikanischen St. Philip’s Church in der Diözese Southwark. Häufig kommen die Sänger jedoch auch von Schulen, an denen der Chorleiter Robert Prizeman Vorsingen durchführte. Auf diesem Wege gelangte eigenen Angaben zufolge mit Benjamin Crawley einer der erfolgreichsten Solisten des Chors in das Ensemble. Dieses wurde zunächst unter dem Namen Angel Voices bekannt. Sein heutiger Name ist mit dem des Erkennungsliedes Libera (lat.: liberare ‚befreien‘) identisch. Dessen Text nimmt Bezug auf das Libera me (‚befreie mich!‘), einen Teil des im römisch-katholischen, aber auch im anglikanischen Ritus üblichen Wechselgesangs des Requiems. Unter diesem Namen tritt der Chor seit dem Erscheinen des gleichnamigen Albums von 1999 auf. Der Grund für die Umbenennung war die Veränderung im Musikstil und das Bemühen, seine Musik einem größeren Publikum zu erschließen.
Libera besteht aus etwa 40 Jungen im Alter von 7 bis 17 Jahren, wobei sich immer einige der Jungen in der Stimmausbildung befinden und an den Konzerten noch nicht teilnehmen. Viele der jungen Sänger, die nach dem Stimmbruch nicht mehr als Sopran auftreten können, bleiben dem Chor bis ins Erwachsenenalter hinein als Tenöre, Bässe oder als Komponisten und Produzenten im Hintergrund erhalten.
Libera produzierte in den letzten Jahren viele Musikbeiträge für die Soundtracks von Erfolgsfilmen wie Romeo und Julia und Hannibal.
Der Knabenchor wurde bis zu seinem Tod 2021 von Robert Prizeman geleitet. Stilistisch wird der Klang sakraler Musik mit der Moderne gekreuzt, das Ergebnis ist eine Mischung aus Pop und Klassik.

## Alben
Die anglikanische Kirchengemeinde St. Philip’s Church hat eine lange Chor-Tradition. Die erste nicht traditionelle Aufnahme entstand im Jahr 1984, als die Jungen des St. Philip’s Knaben Chors als Begleitchor des Sängers Sal Solo in seinem Titel „San Damiano“ mitwirkten. 1987 veröffentlichte der Chor die Single „Sing Forever“ und 1988 die Single „Adoramus“. Als sein erstes komplettes Album veröffentlichte der Chor Sing For Ever unter dem Namen St. Philip’s Choir im Jahr 1988. Das Titel-Lied des Albums wurde von der BBC als Hymne für die Spenden-Sendung Children in Need ausgewählt.
Das zweite Album, New Day, erschienen im Jahr 1990 und verlegt von BMG Ariola, war das erste Album, in dem der Name Angel Voices Verwendung fand. In den 90er Jahren wurden die Namen „St. Philip’s Boys Choir“ und „Angel Voices“ gleichermaßen für den Chor benutzt. Das dritte Album Angel Voices erschien 1992 bei DINO und erneut 1993 bei MCI. Angel Voices 2 wurde 1996 veröffentlicht und Angel Voices 3 folgte 1997, beide verlegt von MCI und erschienen unter dem Namen „St. Philip’s Boy Choir“.
Robert Prizeman veröffentlichte 1995 eine Single und eine CD mit dem Titel „Libera“. Die CD enthielt sieben Remixe seines originalen Liedes „Libera“. Die ersten vier Versionen wurde von Libera mit Daren Geraghty als Solisten aufgenommen, die letzten drei von anderen Künstlern gesungen. Im selben Jahr trug der Chor das Lied erstmals unter dem Chor-Namen Libera in der TV-Sendung „Sunday Live“ vor. 1999 erschien dann ein weiteres Album mit dem Titel Libera, verlegt von Warner Classics. Seit diesem Zeitpunkt tritt der Chor bei allen öffentlichen Auftritten ausschließlich unter dem Namen „Libera“ auf. Im Jahr 2001 veröffentlichte Warner Classics das nächste Album Luminosa und zwei Jahre später ein 2-CD-Set mit den Alben Libera und Luminosa unter dem Titel Complete Libera.
Von 2004 bis 2010 stand Libera in einem festen Vertragsverhältnis mit EMI. Das erste von EMI verlegte Album war Free in 2004, 2005 erschien Visions. Beide Alben wurden 2011 abermals (wie schon zuvor „Libera“ und „Luminosa“) als CD-Doppelpack veröffentlicht. Libera’s 2006er Album Angel Voices wurde in der Kategorie „Album des Jahres“ für die „Classical Brit Awards“ nominiert. 2007 folgte mit „Angel Voices – The Concert“ die erste Live-CD des Chors, die bei einem Konzert im holländischen Leiden aufgenommen wurde. New Dawn erschien im März 2008. Im Dezember 2008 veröffentlichte Libera das erste Doppel-Album Eternal (The best of Libera) mit 26 Titeln aus früheren Alben und sechs neuen Liedern bzw. Remixen. 2010 kam das Album Peace auf den Markt.
Seit 2011 veröffentlichen Libera ihre Werke wieder unter dem Label Warner Classic. Im Herbst des Jahres erschien mit „The Christmas Album“ erstmals seit „Angel Voices 3“ 1997 wieder ein klassisches Weihnachtsalbum. Bis dato hatte der Chor unter anderem Aled Jones bei zwei Weihnachtslieder-Sammlungen unterstützt, eine davon als DVD erschienen. Auch die folgenden Jahre blieb der Output quasi unerschöpflich. Allerdings ist seit geraumer Zeit eine spürbare musikalische Abkehr von den klassischen sakralen Hymnen der Kirchenmusik hin zu Traditionals und populärmusikalischeren Klängen zu verzeichnen. 2013 enterte mit „Angels sing – X-mas in Ireland“ der nächste Weihnachts-Longplayer in Gestalt einer Live-CD den Markt. Das in der St.-Patricks-Kathedrale von Armagh aufgenommene Album stand drei Wochen lang auf Platz eins der britischen Billboard-Charts und läutete eine neue Generation von Sängern und Solisten des Chors ein. Das bis dato letzte Album erschien Frühjahr 2015 unter dem Namen „Angels sing – Libera in America“. Es wurde im Sommer 2014 im Nationalheiligtum Basilika der Unbefleckten Empfängnis in Washington D.C. aufgenommen und enthält somit abermals Live-Material.

## Fernseh-Auftritte
Wesentliche Auftritte im Jahr 1992 in der Fernsehsendung Titchmarsh on Song, präsentiert von Alan Titchmarsh und im Jahr 1993 in der Sendung Thora on the Straight and Narrow stellten Libera erstmals einem größeren Publikum vor. Bei dieser Gelegenheit trug der Chor den Titel „De Profundis“ erstmals in der Öffentlichkeit vor, welcher später zu „Libera“ wurde und der Gruppe ihren Namen gegeben hat.
Libera hat im Laufe der Zeit viele Videos für die Sendereihen Songs of Praise und Classic FM TV erstellt. Andere Gastauftritte erfolgten unter anderem in den Sendungen GMTV, Blue Peter, Sunday Live, Christmas Cooks, Top of the Pops, Wogan, and Last Choir Standing.
1994 hat der St Philip’s Choir in einer Episode der Fernsehserie Poirot gesungen, im Jahr 2003 trat Libera als letzter Gast der abschließenden Sendung in der berühmten Britischen Fernsehserie This is your Life auf, bei dieser Sendung ging es um Aled Jones, hier wurde auch bekannt, das Libera auf Aled Jones Hochzeit gesungen hatte.
Im Februar 2007 nahm Libera an dem Fernseh-Wettstreit When Will I Be Famous präsentiert von Graham Norton auf BBC 1 teil. Sie siegten und wurden für die folgende Woche erneut eingeladen. Libera hat im Laufe der Jahre mehrere Fernsehauftritte in Japan und Korea absolviert und auch die Erkennungsmelodie der Sendereihe Songs of Praise aufgenommen. Ihre Darbietung des Liedes „How Can I Keep From Singing“ wurde in einem Werbespot der englischen Kaufhauskette Waitrose verwendet.
Am 30. und 31. Mai 2007 nahm Libera in Zusammenarbeit mit American Public Television zwei Konzerte in der Pieterskerk in Leiden (Niederlande) auf. Eine Zusammenfassung der Konzerte wurde für die Fernseh-Sondersendung Angel Voices: Libera in Concert verwendet. Die Sendung wurde von der US-amerikanischen TV-Senderkette PBS ausgestrahlt und von EMI auf CD und DVD veröffentlicht. Die DVD enthält ein Bonus-Video „Libera in Their Own Words“, welches Interviews einiger der Jungen enthält. Eine halbstündige Sondersendung von Songs of Praise über Libera wurde von BBC 1 ausgestrahlt.
Im Rahmen der Philippinen-Tour im Jahr 2010 trat Libera am 14. April 2010 in der Sendung Showtime auf und sang Bayan Ko, ein populäres philippinisches Lied.

## Konzerte
Bis zum Jahr 2004 ist Libera im Wesentlichen im Vereinigten Königreich aufgetreten, zum Beispiel auf dem Grassington Festival, in der Arundel Cathedral, in Glastonbury Abbey, in der Kathedrale von Chichester, in der St. John’s Church in Devon, der St. Wilfred’s Church, den Croydon Fairfield Halls, der Royal Albert Hall, und der Queen Elizabeth Hall.

### 2005
Im April 2005 besuche Libera Japan zum ersten Mal. Sie hatten Auftritte in der Sumida Triphony Hall in Tokio und im Yokohama BRITZ in der Präfektur Kanagawa. Im Oktober besuchten sie Japan erneut. Sie sangen im Kunst Centrum der Präfektur Aichi, dem Yokohama Minato Mirai 21 und der Bunkyō Civic Hall in Tokio.

### 2006
Liberas Lied Far Away wurde zum Titelsong der Japanischen Fernsehserie The Ice Wall des Senders NHK erwählt. Vom 14. bis 19. Februar 2006 befand sich Libera in Japan zu einer Promo-Tour für diese Fernsehserie.

### 2007
Im April 2007 folgten Auftritte in der Symphonie in Osaka, Kunst-Theater der Präfektur Aichi und der Bunkamura Orchard Hall in Tokio. Alle Konzerte waren ein großer Erfolg. Neun Jungen von Libera sangen im Dezember 2007 bei den Kennedy Center Honors Awards vor dem Präsidenten der Vereinigten Staaten George W. Bush und vielen berühmten Persönlichkeiten. Im Rahmen der Ehrung von Brian Wilson von den Beach Boys sang Libera sein Lied „Love and Mercy“. Während dieser Darbietung wurde Libera unterstützt von einem Chor der St. Albans School, welche mit der Washington National Cathedral in Verbindung steht.

### 2008
Im April 2008 ging Libera auf ihre erste Tour durch die Vereinigten Staaten mit Konzerten in Buffalo, Hartford, Albany, Pittsburgh und der Riverside Church in New York City, New York. Am 20. April 2008 trat Libera im Rahmen des Concerts of Hope vor der päpstlichen Messe im Yankee Stadium vor 60.000 Menschen auf.

### 2009
Libera besuchte Japan im Januar 2009, um für den Film Nobody to Watch Over Me zu werben. Libera hat den offiziellen Soundtrack You Were There zu diesem Film gesungen. Im April 2009 kehrte Libera zu einer neuen Konzertreise nach Japan zurück und trat in der Miyagi Hall in Sendai sowie zu zwei Konzerten in der Bunkamura Orchard Hall in Tokio auf. Darüber hinaus traten sie auf einem Wohltätigkeits-Konzert auf. Von Japan aus flog Libera nach Kalifornien und trat dort zu Konzerten in St. Margaret’s Episcopal Church in Palm Desert und in der Crystal Cathedral in Garden Grove, Orange County auf.
Vor ausverkauften Häusern folgten im Sommer 2009 Konzerte in der National Concert Hall in Dublin, der St. Peter Cathedral in Belfast und der St. Mary’s Cathedral in Edinburgh.
Im Oktober 2009 tourte Libera die Philippinen (gesponsert von der British Alumni Association). Das erste Konzert fand am 28. Oktober in der Plenary Hall des Philippine International Convention Center in der Hauptstadt Manila statt, das Konzert war ausverkauft. Am 28. Oktober folgte ein Konzert im Pacific Grand Ballroom des Waterfront Hotels, Lahug, Cebu City. Das Repertoire des Konzertes beinhaltete das Lied „Orinoco Flow“ von Enya, in welchem die Insel Cebu genannt wird. Als Zugabe sang Libera das Lied Bayan Ko, ein populäres philippinisches Lied in Tagalog.

### 2010
Im April 2010 kehrte Libera für eine Konzertreihe nach Asien zurück, als erstes für zwei weitere Konzerte in der Bunkamura Orchard Hall in Tokio, Japan am 8. und 9. April. Von hier aus reisten sie nach Seoul, Südkorea, wo sie am 1. April ein Konzert im Sejong Cultural Center gaben. Anschließend flogen sie auf die Philippinen, um für ihr neuestes Album „Peace“ zu werben. Sie absolvierten dort am 16. April zwei Auftritte im Carlos P. Romulo Auditorium der RCBC Plaza.
Am 15. Mai 2010 fand ein Konzert in England in der Arundel Cathedral im westlichen Sussex statt.
Die Sommer-Tournee 2010 führte Libera erneut in die Vereinigten Staaten, mit Konzerten in der Preston Hollow Presbyterian Church am 1. August in Dallas, Texas, der Arborlawn United Methodist Church am 2. August in Fort Worth, Texas, der Cathedral Basilica of St. Louis am 5. August in St. Louis, Missouri, der Brentwood United Methodist Church am 8. August in Nashville, Tennessee, und abschließend der Peachtree Presbyterian Church am 10. August in Atlanta, Georgia.
Zurückgekehrt nach England schloss Libera das Jahr 2010 mit Konzerten in englischen Kathedralen ab. Das erste dieser Konzerte fand am 27. Oktober in der Clifton Cathedral in Bristol statt gefolgt von einem Konzert in der Chester Cathedral in Chester. Am 19. November trat Libera in der St. George’s Cathedral im Borough of Southwark, London auf und einen Tag später im Beverley Minster, Beverley in Yorkshire.

### 2011
Das Jahr 2011 begann Libera mit einem Konzert im Epsom Playhouse in Epsom, Grafschaft Surrey, am 18. März.
Die erste Kanada-Tour startete am 14. April in der St. Michael’s Catholic Cathedral in Toronto (Ontario), weitere Auftritte folgten am 15. April in der First St. Andrew’s United Church in London (Ontario), am 17. April in der Islington United Church in Toronto (Ontario), dem Centre in the Square in Kitchener (Ontario) am 18. April, der St. Paul’s Congregational Church in Chatham (Ontario) am 19. April, der West Highland Baptist Church in Hamilton (Ontario) am 22. April und abschließend am 24. April der Church of our Lady Immaculate in Guelph (Ontario).
Die nächste große USA-Tour fand im Sommer 2011 statt, und Libera absolvierte sechs Auftritte während dieser Zeit. Noch vor Beginn der Tour war Libera eingeladen auf der Wohltätigkeits-Gala der Starkey Hearing Foundation am 24. Juli in Saint Paul (Minnesota) zu singen. Gast war unter anderem der amerikanische Präsident Bill Clinton.
Die Orte der sechs Konzerte waren: Am 27. Juli die Basilica of Saint Mary in Minneapolis, Minnesota, am 29. Juli die St.-Pauls-Kathedrale in Saint Paul, Minnesota, am 31. Juli die Rockefeller Chapel in Chicago, Illinois, am 3. August die Cathedral Basilica of St. Louis in St. Louis, Missouri, am 7. August die Stonebriar Community Church in Frisco (Texas), Texas, und am 9. August die Tallowood Baptist Church in Houston, Texas.
Am 25. November 2011 fand im Alexandra Palace, London, die Sondersendung zum 50-jährigen Jubiläum von BBCs Sendereihe Songs of Praise statt. Neben Stars wie Andrea Bocelli und Katherine Jenkins sowie Gastgeber Aled Jones sangen auch Libera im Rahmen eines Chores, gebildet aus bekannten englischen Chören zusammen mit dem Publikum während dieser Sendung. Eine Zusammenfassung der Sondersendung wurde eine Woche später auf BBC One gezeigt.
Für eine weitere erfolgreiche Konzertreise auf den Philippinen brachen Libera im Oktober 2011 auf. Die Konzerte fanden wie zwei Jahre zuvor im PICC in Manila und im Pacific Grand Ballroom des Waterfront Hotels, Lahug, Cebu City statt, und zwar am 25. und 28. Oktober. Beide Konzerte waren ausverkauft. Liberas neues Album The Christmas Album erreichte anschließend direkt die Spitze der CD-Charts auf den Philippinen.
Am 25. November 2011 kehrten Libera zu einem erneuten Konzert in die St. George’s Cathedral im Borough of Southwark, London zurück.

### 2012
Die erste Tour im Jahr 2012 ließ Libera nach Asien aufbrechen, mit Konzerten am 6. und 7. April 2012 im Esplanade Theatre in Singapur und am 13. und 14. April erneut in der ausverkauften Bunkamura Orchard Hall in Tokio.
Am 5. Mai 2012 fand erneut ein Konzert in England in der Arundel Cathedral im westlichen Sussex statt. Auch dieses Konzert war ausverkauft. Im Sommer führte eine kleine Tour auf die Kanalinseln. Im Herbst ging es für einige Termine abermals nach Irland sowie zu einem Heimauftritt nach London.

### 2013
Im Winter 2013 nahmen Libera im Rahmen einer weiteren kleinen Tour durch Irland ihr Live-Album „Angels sing – X-mas in Ireland“ auf. Im Frühjahr brach der Chor abermals zu einer Konzerttour nach Asien auf und gab unter anderem in Korea, auf den Philippinen und in Taiwan Konzerte. Gegen Ende des Jahres folgte eine Konzertreise in die USA.

### 2014
Die obligatorische Frühjahrstour führte die Choristen im März 2014 abermals in die USA. Im Mai reiste Libera nach Frankreich und Belgien, um mehrere Songs anlässlich 100 Jahren Beginn des Ersten Weltkrieges aufzunehmen. Im Sommer folgten die Aufnahmen für „Angels sing – Libera in America“ in den USA.

### 2015
Zu Jahresbeginn gab es für Libera eine Premiere. Erstmals trat der Chor am 18. Januar in Moskau, Russland auf. Es folgten im Sommer weitere Termine in den USA und in Großbritannien sowie im August eine Reise in die Universal Studios in Osaka, Japan. Im Dezember folgen drei weitere Auftritte in Japan – am 21. Dezember ein weiterer in Osaka, diesmal im International Convention Center, sowie ein Doppel-Konzert am 23. Dezember in der Tokyo Opera City Concert Hall in Tokio.

### 2016
In diesem Jahr gab es das Deutschland-Debüt des Chores. In der Pilgerkirche (Schönstatt) in Vallendar wurde am 2. August ein Konzert von Libera veranstaltet.[veraltet] Zuvor gestaltete der Chor den internationalen Weltjugendtag in Krakau mit.

## Diskographie

### Singles
- 1987: Sing For Ever
- 1988: Adoramus
- 1995: Libera

### Alben
Quelle:
- Sing For Ever (1988), Solisten: Jaymi Bandtock, Jonathan Arthey, Ian Grimley, Sam Harper, Gareth Lowman, Mathew Arthey
- New Day (1990), Solisten: Robert Chee-A-Tow, Jaymi Bandtock, Gareth Lowman
- Angel Voices (1992, 1993), Solisten: Oliver Putland, Daren Geraghty, Anthony Maher
- Angel Voices 2 (1996), Solisten: Chris Baron, Daren Geraghty, Liam O’Kane
- Peace on Earth (1996)
- Angel Voices 3 (1997), Solisten: Liam O’Kane, Steven Geraghty, Adam Harris, Chris Baron, Alex Baron
- Libera (1999), Solisten: Liam O’Kane, Adam Harris, Steven Geraghty, Alex Baron
- Luminosa (2001), Solisten: Steven Geraghty, Ben Crawley, Sam Coates, Simon Beston
- Complete Libera 2 CD set mit Libera and Luminosa(2003), Solisten: Liam O’Kane, Adam Harris, Steven Geraghty, Ben Crawley, Sam Coates, Simon Beston, Alex Baron
- Free (2004), Solisten: Ben Crawley, Joseph Platt, Christopher Robson, Anthony Chadney, Raoul Neumann; Musiker: Robert Prizeman, Fiona Pears, Dominic Kelly, Steven Geraghty, Chris Dodd, Ian Tilley, Helen Cole
- Visions (2005), Solisten: Tom Cully, Conor O’Donnell, Michael Horncastle, Joseph Sanders-Wilde, Callum Payne, James Vereycken;  Geleitet und dirigiert von: Robert Prizeman; Produziert von: Robert Prizeman & Ian Tilley; Unterstützt durch: Sam Coates, Steven Geraghty & Ben Crawley; Musiker: Robert Prizeman, Ian Tilley, Fiona Pears, John Anderson, Steven Geraghty & Chris Dodd
- Welcome to Libera’s World nur in Japan veröffentlicht, Wiederveröffentlichung mit Bonustrack „Far Away.“ (2006), Solisten: Joseph Platt, Ben Crawley, Liam O’Kane, Michael Horncastle, Joseph Sanders-Wilde; Musiker: Robert Prizeman, Fiona Pears, John Anderson, Steven Geraghty, Chris Dodd, Ian Tilley
- Angel Voices (2006), Solisten: Michael Horncastle, Ed Day, Connor O’Donnell, Tom Cully, Joshua Madine, Joseph Platt, Christopher Robson, Anthony Chadney, Joseph Sanders-Wilde, James Vereycken; Musiker: Robert Prizeman, Fiona Pears, John Anderson, Steven Geraghty, Chris Dodd, Ian Tilley
- Angel Voices – Libera in Concert, DVD und CD (2007), Solisten: Joshua Madine, Ben Philipp, Tom Cully, Ed Day, Liam Connery, Sam Leggett, Joe Snelling; Musiker: Robert Prizeman, Fiona Pears, Steven Geraghty, Il Novecento Orchestra
- New Dawn (2008), Solisten: Tom Cully, Joshua Madine, Ed Day, Liam Connery, Joe Snelling, Benedict Philipp; Musiker: Robert Prizeman, Fiona Pears, Ian Tilley, Steven Geraghty, Sam Coates, City of Prague Philharmonic Orchestra
- Prayer ~You Were There~, nur in Japan veröffentlicht, die meisten Titel stammen aus früheren Alben (2008), Solisten: Tom Cully, Ed Day, Joshua Madine, Liam Connery, Ben Crawley, Joseph Sanders-Wilde, Joseph Platt, Christopher Robson, Anthony Chadney
- Eternal – The Best of Libera, Doppel-CD (2009), Solisten: Tom Cully, Ed Day, Joshua Madine, Liam Connery, Ben Crawley, Joseph Platt, Michael Horncastle, Joseph Sanders-Wilde, Raoul Neumann
- Peace (2010), Solisten: Benedict Philipp, Joshua Madine, Tom Cully, Stefan Leadbeater, James Threadgill, Jakob De Menezes-Wood, Daniel Fontannaz, James Mordaunt, Ralph Skan; Geleitet und dirigiert durch Robert Prizeman; Produziert von Ian Tilley, Robert Prizeman and Sam Coates; Unterstützt durch Steven Geraghty, Ben Crawley and Tom Cully; Musiker: Robert Prizeman, Ian Tilley, Steven Geraghty, Fiona Pears, Jonathan Howell
- Peace DeLuxe Edition enthält CD, DVD mit Musikvideos und 2 Einführungs- und Behind-the-Scenes-Videos, ein kleines Poster und ein 18-Monats-Kalender mit Songtexten (2010)
- The St. Philip's Boys Choir – The Best Of Angel Voices, Titel aus Angel Voices (1993) und Angel Voices 2 (1996)(2011), Solisten: Oliver Putland, Daren Geraghty, Liam O’Kane
- Libera Song of life, nur in Japan veröffentlicht (2011). Song of life wurde in einem Japanischen Fernsehdrama verwendet.
- Libera-The Christmas Album (2011); Solisten: Ralph Skan, Daniel Fontannaz, Eoghan McCarthy, Stefan Leadbeater, James Mordaunt, Luke Collins, Joshua Madine, Freddie Ingles, Jakob De Menezes-Wood, Cassius O'Connell-White, Benedict Philipp; Geleitet und dirigiert durch Robert Prizeman
- Libera-The Christmas Album – Deluxe Edition, enthält ein Weihnachts-Ornament sowie Liedtexte (2011)
- Libera – Song of life – a collection (2012), Solisten: Tom Cully, Edward Day, Ralph Skan, Stefan Leadbeater, James Threadgill, Samuel Moriatry, Joseph Platt, Christopher Robson, Anthony Chadney, Ben Crawley, James Vereycken, Daniel Fontannaz, Michael Horncastle, Joshua Madine
- Libera Angel Voices 2012, nur in Japan veröffentlicht (2012)
- Libera – Ave Maria, 2 CDs, nur in Japan veröffentlicht (2012), Solisten: Tom Cully, Edward Day, Joshua Madine, Liam Connery, Conor O’Donnell, Michael Horncastle, Ben Crawley, Christopher Robson, Benedict Philipp, Joseph Sanders-Wilde, Stefan Leadbeater, Daniel Fontannaz, Ralph Skan, James Threadgill, Samuel Moriarty, Joseph Platt, Anthony Chadney, James Vereycken
- Libera-Angels Sing – Christmas in Ireland (2013), Solisten: Matthew Jansen, Isaac London, Thomas Delgado-Little, Lucas Wood, Cassius O'Connell-White, Benjamin Fairman, Michael Ustynovych-Repa, Ciaran Bradbury-Hickey, Jude Collins
- Libera-Angels Sing – Libera in America (2015), Solisten: Isaac London, Sam Wiggin, Ciaran Bradbury-Hickey, Thomas Delgado-Little, Bertramo Smart, Lucas Wood, Alessandro Mackinnon-Botti
- Libera – Angel (2015), mit Bonus-DVD, nur in Japan veröffentlicht, Solisten: Isaac London, Lucas Wood, Alexander Montoro
- Libera – Jupiter (2016), nur in Japan veröffentlicht, Solisten: Issac London, Merlin Brouwer, Ciaran Bradbury-Hickey, Taichi Shinokubo
- Libera – Hope (2017), mit Bonus-DVD in der japanischen Edition, Solisten: Rocco Tesei, Gabriel Collins, Alessandro MacKinnon-Botti, Isaac London, Camden Steward, Alexander Montoro, Thomas Delgado-Little, Gregor Lumsden, Merlin Brouwer, Ciaran Bradbury-Hickey, Taichi Shinokubo
- Libera – Beyond (2018), mit Bonus-DVD in der japanischen Edition, Solisten: Gabriel Collins, Rocco Tesei, Merlin Brouwer, Leo Barron, Alexander Gula, Daniel White
- Libera – Christmas Carols with Libera (2019), Solisten: Luca Brugnoli, Dominik Clarke, Victor Wiggin, Oliver Watt-Rodriguez, Neo Parson, Daniel White, Mathias Montoro, Benedict Bywater, Tadhg Fitzgerald, Samuel-Francis Collins
- Libera – If (2021)
- Libera – Forever (2023)
- Libera – Dream (2024)

### DVDs
- ANGEL VOICES – libera in concert
  - Erscheinungsjahr: 2008
  - Mitschnitt der Live-Konzerte am 30./31. Mai 2007 in der St. Pieterskerk, Leiden (Niederlande)
  - Solisten: Joshua Madine, Ben Philipp, Tom Cully, Ed Day, Liam Connery, Sam Leggett, Joe Snelling
  - Laufzeit 75 min, LPCM Stereo / Dolby 5.1 surround, NTSC
- libera Angels Sing – Christmas in Ireland
  - Erscheinungsjahr: 2013
  - Mitschnitt der Live-Konzerte am 8./9. August 2013 in der Armagh Cathedral, Armagh, (Nordirland, UK)
  - Solisten: Isaac London, Matthew Jansen, Thomas Delgado-Little, Lucas Wood, Cassius O'Connell-White, Benjamin Fairman, Michael Ustynovych-Repa, Ciaran Bradbury-Hickey, Jude Collins
  - Laufzeit 56 min + 18 min (Bonus), LPCM 2.0 / dts Digital Surround, NTSC
- Libera Angels Sing – Libera in America
  - Erscheinungsjahr: 2015
  - Mitschnitt der Live-Konzerte am 6./7. August 2014 in der Basilica of the National Shrine of the Immaculate Conception, Washington DC, (USA)
  - Solisten: Isaac London, Sam Wiggin, Ciaran Bradbury-Hickey, Thomas Delgado-Little, Bertramo Smart, Lucas Wood, Alessandro Mackinnon-Botti
  - Laufzeit 55 min + 20 min (Bonus), 16-bit LPCM / DTS 5.1, NTSC